# El conflicte final
"El conflicte final" (títol original en anglès "A Taste of Armageddon") és el vint-i-tresè episodi de la primera temporada de la sèrie de televisió de ciència-ficció estatunidenca Star Trek. Escrit per Robert Hamner i Gene L. Coon i dirigit per Joseph Pevney, es va emetre per primera vegada el 23 de febrer de 1967.
A l'episodi, la tripulació de l'Enterprise visita un planeta compromès en una guerra simulada per ordinador completament amb un planeta veí, però les víctimes, incloses la tripulació de l' Enterprise, se suposa que és real.

## Argument
El USS Enterprise viatja a Eminiar VII al "cúmul estel·lar NGC 321", portant l'ambaixador Robert Fox a establir relacions diplomàtiques. Poc se sap d'Eminiar VII, més enllà del fet que han estat en guerra amb un planeta veí, Vendikar.
A prop d'Eminiar VII, l' Enterprise rep un missatge del planeta advertint-los que no s'apropin, però l'ambaixador Fox ordena al Capità Kirk que procedeixi. Kirk, el primer oficial Spock i el personal de seguretat addicional s'envien cap al planeta, on són rebuts pels representants Mea 3 i Anan 7. Durant un suposat atac de Vendikar, Anan 7 explica que la guerra es porta a terme com una  simulació per ordinador, i que l' Enterprise ha estat "destruïda" en l'atac. Els dos planetes tenen un tractat, segons el qual han de matar les "víctimes" de cada atac simulat. Per tant, s'espera que la tripulació es presenti a les cambres de desintegració d'Eminiar per a l'execució, i el grup de Kirk és presoner. Spock planta telepàticament un suggeriment a la ment del seu carceller, que els permet escapar.
Anan 7 utilitza un duplicador de veu per imitar la veu de Kirk i ordenar a la tripulació que baixi. Scotty, que sospita, fa que l'ordinador de la nau analitzi el missatge i confirmi que és fals. Ordena aixecar escuts. Quan la tripulació no aconsegueix transportar-se cap avall, Eminiar els dispara, però l'atac és desviat pels escuts. Aleshores, l'Anan 7 contacta amb l' Enterprise, afirmant que l'atac es va deure a un mal funcionament. L'ambaixador Fox, decidint creure en Anan, s'entrega i és portat a una cambra de desintegració, on Spock i els agents de seguretat el rescaten.
Kirk s'enfronta a l'Anan 7 però és dominat pels guàrdies i portat a la cambra del consell d'Eminian. Quan l'Anan 7 obre un canal a l' Enterprise, Kirk ordena a Scotty que executi l'"Ordre General 24" abans de ser tallat. Kirk explica que ha ordenat a la nau que destrueixi tot el que hi ha al planeta en dues hores. El pànic es produeix, permetent a Kirk desarmar els guàrdies. Spock arriba i destrueixen els ordinadors de simulació de guerra. Anan 7, horroritzat, protesta que inevitablement seguirà una guerra real, però Kirk assenyala que Vendikar està, sens dubte, igual d'horroritzat, i que ambdues parts tenen ara un incentiu per fer la pau. Suggereix que l'Anan 7 convoqui un alto el foc i comenci negociacions de pau, i Fox accepta actuar com a mediador neutral.

## Repartiment i doblatge al català
La sèrie va ser doblada al català pels estudis Tecni-3 (primera part) i Diálogo (segona part) i emesa a TV3 l’any 1989. Els dobladors de l'episodi foren:
| Personatge                | Actor/actriu     | Veu en català                      |
| ------------------------- | ---------------- | ---------------------------------- |
| James T. Kirk             | William Shatner  | Jordi Boixaderas                   |
| Spock                     | Leonard Nimoy    | Isidre Sola i Llop                 |
| Montgomery Scott 'Scotty' | James Doohan     | Joan Carles Gustems Domènec Farell |
| Hikaru Sulu               | George Takei     | Jaume Nadal Enric Cusí             |
| Nyota Uhura               | Nichelle Nichols | Glòria Roig Azucena Díaz           |
| Christine Chapel          | Majel Barrett    | Ana Maria Mauri Rosa Gavin         |
| Anan 7                    | David Opatoshu   | Enric Arredondo                    |
| Ambaixador Robert Fox     | Gene Lyons       | Ramon Puig                         |
| Mea 3                     | Barbara Babcock  | Maria Jesús Lleonart               |
| Contramestre Tamula       | Miko Mayama      | Carme Buxaderas                    |

## Reception
El títol "Armageddon Game", un episodi de Star Trek: Deep Space Nine del 1994, va ser escollit per l'escriptor Robert Hewitt Wolfe com a homenatge a aquest episodi.
Zack Handlen de The A.V. Club va donar a l'episodi una qualificació de "B+". Va descriure la història com "un dels escenaris clàssics de Trek al·legòricament poderosos i poc plausibles de sentit comú". Handlen va criticar una premissa que tenia "uns quants massa forats per mantenir els seus intents de profunditat", però va elogiar l'ambició de la història.
El 2016, The Hollywood Reporter va classificar "A Taste of Armageddon" com el 53è millor episodi de televisió de tota la franquícia de televisió "Star Trek" abans de "Star Trek: Discovery" , incloses les sèries d'acció real i d'animació, però sense comptar les pel·lícules. De només els episodis de la sèrie original, el van classificar com el 18è millor episodi. El 2016, Business Insider va classificar "A Taste of Armageddon" com a l’11è millor episodi de la sèrie original.
El 2017, fou classificat com el vuitè Star Trek més esperançador, que malgrat algunes escenes poc encertades culmina amb el final d'una guerra de 500 anys. El 2017, Business Insider va incloure "A Taste of Armageddon" com un dels episodis més infravalorats del Franquícia Star Trek.
El 2018, Collider va classificar aquest episodi com el 8è millor episodi de sèrie original.
El 2020, ScreenRant el va classificar com el vuitè millor episodi de TOS per tornar a veure.
El 2021, Den of Geek el va classificar com l'episodi número u de la sèrie original. Aquell any, l'episodi va ser citat per personatges del programa de ciència-ficció For All Mankind, a l'episodi "Triage", on es va comparar "A Taste of Armageddon" amb l'escenari alternatiu de la història de la sèrie de la Guerra Freda.